# Пейдж (округ, Виргиния)
Округ Пейдж (англ. Page County) располагается в США, в штате Виргиния. По состоянию на 2010 год, численность населения составляла 24 042 человек. Получил своё название по имени Джона Пейджа, губернатора штата Виргиния с 1802 по 1805 год.

## География
По данным Бюро переписи США, общая площадь округа равняется 813 км², из которых 805 км² суша и 8 км² или 1,0 % это водоёмы.

### Соседние округа
- Шенандоа (Виргиния) — северо-запад
- Уоррен (Виргиния) — север
- Раппаханнок (Виргиния) — восток
- Мадисон (Виргиния) — юго-восток
- Грин (Виргиния) — юго-восток
- Рокингхем (Виргиния) — юг

## Демография
По данным переписи населения 2000 года в округе проживает 23 177 жителей в составе 9 305 домашних хозяйств и 6 634 семей. Плотность населения составляет 29 человек на км². На территории округа насчитывается 10 557 жилых строений, при плотности застройки 13 строений на км². Расовый состав населения: белые — 96,65 %, афроамериканцы — 2,61 %, коренные американцы (индейцы) — 0,15 %, азиаты — 0,24 %, гавайцы — 0,03 %, представители других рас — 0,48 %, представители двух или более рас — 0,68 %. Испаноязычные составляли 1,08 % населения.
В составе 29,60 % из общего числа домашних хозяйств проживают дети в возрасте до 18 лет, 55,80 % домашних хозяйств представляют собой супружеские пары проживающие вместе, 10,50 % домашних хозяйств представляют собой одиноких женщин без супруга, 28,70 % домашних хозяйств не имеют отношения к семьям, 24,40 % домашних хозяйств состоят из одного человека, 11,10 % домашних хозяйств состоят из престарелых (65 лет и старше), проживающих в одиночестве. Средний размер домашнего хозяйства составляет 2,46 человека, и средний размер семьи 2,91 человека.
Возрастной состав округа: 23,00 % моложе 18 лет, 7,70 % от 18 до 24, 28,30 % от 25 до 44, 25,30 % от 45 до 64 и 15,70 % от 65 и старше. Средний возраст жителя округа 39 лет. На каждые 100 женщин приходится 96,20 мужчин. На каждые 100 женщин старше 18 лет приходится 94,40 мужчин.
Средний доход на домохозяйство в округе составлял 33 359 USD, на семью — 39 005 USD. Среднестатистический заработок мужчины был 27 199 USD против 19 821 USD для женщины. Доход на душу населения составлял 16 321 USD. Около 10,10 % семей и 12,50 % общего населения находились ниже черты бедности, в том числе — 16,00 % молодежи (тех кому ещё не исполнилось 18 лет) и 14,70 % тех кому было уже больше 65 лет.